# Mitsubishi G4M
De Mitsubishi G4M (Japans: 一式陸上攻撃機, 一式陸攻, Isshiki rikujō kōgeki ki, Isshikirikkō) (geallieerde codenaam Betty), was een Japanse bommenwerper uit de Tweede Wereldoorlog. Gedurende de oorlog werd het de belangrijkste bommenwerper van de Japanse marine en later in de oorlog werd het toestel ook gebruikt om kamikazeaanvallen uit te voeren.

## Ontwikkeling
Het toestel was ontworpen op basis van een uiterst nauwkeurige, van 1937 daterende specificatie voor een vanaf het vasteland opererende bommenwerper die met een volledige bommenlast een afstand van 3700 km moest kunnen afleggen. Om aan deze eisen te voldoen, werd bespaard op de defensieve bewapening en de bepantsering voor de bemanning. Ook de in de vleugels aangebrachte brandstoftanks waren ongepantserd en niet zelfdichtend. Het prototype maakte zijn eerste vlucht op 23 oktober 1939. Omdat het ontwerp goed was, verliep het testprogramma vlot en kon de productie eind 1940 van start gaan. In de zomer van 1941 werd het toestel (onder de aanduiding Marinetype 1 Aanvalsbommenwerper Model 11) door gevechtseenheden in gebruik genomen. De volgende productieversie, de G4M1 Model 12, was voorzien van Kasei 15 motoren die op grotere hoogten betere prestaties leverden. Eind 1942 kwam de verbeterde GM42 Model 22, met nieuwe vleugels, een nieuwe staart en 1800 pk sterke Mitsubishi  21 motoren.

## Operaties en gebruik
De bekendste actie van het toestel vond plaats op 10 december 1941, drie dagen na Pearl Harbor. G4M's en G3M's van de 22e luchtvloot brachten toen voor de kust van Malakka de Britse oorlogsbodem HMS Prince of Wales en Repulse tot zinken. Het waren de eerste slagschepen die op open zee vanuit de lucht tot zinken werden gebracht. In maart 1942 voerden G4M's bombardementen op de haven van Darwin in Noord-Australië uit.
Een aantal vroegere modellen kreeg de aanduiding G4M2e Model 24J nadat ze waren omgebouwd voor het vervoer van het MXY-7 Okha bemande kamikazetoestel. Door de sterke gewichtstoename waren de Mitsubishi's met deze kamikazewapens erg traag. De eerste gevechtsmissie op 21 maart 1945 verliep dan ook rampzalig. De meeste G4M's werden door van vliegdekschepen afkomstige geallieerde toestellen neergehaald voordat ze de aanval hadden kunnen inzetten.
Toen de geallieerden steeds verder naar Japan oprukten, werd het vliegbereik minder belangrijk. De G4M3 Model 34, die begin 1944 voor het eerst vloog, kreeg dan ook zelfdichtende brandstoftanks en een adequate bepantsering voor de bemanning.
In augustus 1942 voerden in Rabaul gestationeerde G4M's de eerste tegenaanvallen uit op de Amerikaanse troepen in Guadalcanal (eiland). Van de 26 deelnemende toestellen werden er 17 neergeschoten. Een door de luchtafweer aangeschoten Mitsubishi voerde een kamikazeaanval op het transportschip George F. Elliot uit. De G4M's leden tijdens de zes maanden durende slag om Guadalcanal voortdurend zware verliezen.
Begin 1943 had de Japanse marine nieuwe tactieken ontwikkeld om het toestel torpedoaanvallen te laten uitvoeren. In de nacht van 29 op 30 januari 1943, tijdens de slag om het eiland Rennell, brachten G4M's de kruiser USS Chicago (CA-29) tot zinken. Op 17 februari 1944 werd het vliegdekschip Intrepid door G4M's aangevallen. Op 19 augustus 1945 vervoerden twee G4M's de leden van de Japanse delegatie die over de definitieve capitulatievoorwaarden moest onderhandelen.
Mitsubishi bouwde in totaal 2416 G4M's. Daarbij zijn de prototypes inbegrepen, alsmede 30 G6M1 escortejagers met tienkoppige bemanning en een bewapening van negentien mitrailleurs.

## Specificaties
Hieronder enkele specificaties van de G4M, uitgezonderd de G4M3-versie.

### Mitsubishi G4M1
- Taak: Bommenwerper
- Bemanning: 7
- Spanwijdte: 24,89 m
- Vleugeloppervlak: 78,13 m2
- Lengte: 19,50 m
- Hoogte: 6,00 m
- Leeggewicht: 6741 kg
- Max. Gewicht: 9500 kg
- Max. snelheid: 428 km/h
- Kruissnelheid: 314 km/h
- Plafond: 9144 m
- Bereik: 5240 km
- Motor: 2x Mitsubishi MK4E Kasai 15 motoren met een vermogen van 1530 pk
- Bewapening: 1x 7,7 mm Type 92 mitrailleur in de neus, 1x 7,7 mm Type 92 mitrailleur in een rugluik, 2x 7,7 mm Type 92 mitrailleurs aan de zijkant, 1x 20 mm Type 99 model 1 kanon in de staart
- Bommen: 1000 kg bommenlast of 1 x 800 kg torpedo
- Productie: 1230 stuks

### Mitsubishi G4M2

Mitsubishi G4M2

- Taak: Bommenwerper, of moederschip voor het raket-aangedreven kamikazevliegtuig de ‘okha’
- Bemanning: 7
- Spanwijdte: 24,89 m
- Vleugeloppervlak: 78,13 m2
- Lengte: 19,50 m
- Hoogte: 6,00 m
- Leeggewicht: 7994 kg
- Max. Gewicht: 12.500 kg
- Max. snelheid: 437 km/h
- Kruissnelheid: 314 km/h
- Plafond: 8950 m
- Bereik: 5262 km
- Motor: 2x Mitsubishi MK4P Kasai 21 motoren met een vermogen van 1800 pk
- Bewapening: 2x 7,7 mm Type 92 mitrailleur in de neus, 2x 7,7 mm Type 92 mitrailleurs aan de zijkant, 1x 20 mm kanon in de rugkoepel, 1x 20 mm kanon in de staart en 1000 kg bomlast of één 800 kg torpedo
- Bommen: 1000 kg bommenlast of 1x 800 kg torpedo
- Productie: 1154 stuks

### Mitsubishi G6M1
- Taak: Escortebommenwerper
- Bemanning: 7
- Afmetingen: Dezelfde als G4M1
- Gewicht: Dezelfde als G4M1
- Prestaties: Dezelfde als G4M1
- Motor: 2x Mitsubishi MK4E Kasai 15 motoren met een vermogen van 1530 pk
- Bewapening: 1x 7,7 mm Type 92 mitrailleur in de neus en 4x 20 mm Type 99 model 1 kanonnen in opstellingen aan de zijkant, in de staart en de buik
- Productie: 30 stuks

## Trivia
- De G4M's waren de meest ingezette Japanse bommenwerpers in de oorlog.
- De G4M kreeg bijnamen als 'vliegende sigaar' en 'one-shot lighter' (aansteker die direct aanslaat), die het dankte aan zijn neiging na een treffer meteen in brand te vliegen.